# Calineuria infurcata
Calineuria infurcata är en bäcksländeart som beskrevs av Tohru Uchida 1990. Calineuria infurcata ingår i släktet Calineuria och familjen jättebäcksländor. Inga underarter finns listade i Catalogue of Life.